# Бад-Риппольдзау-Шапбах
Бад-Риппольдзау-Шапбах (нем. Bad Rippoldsau-Schapbach) — община в Германии, в земле Баден-Вюртемберг.
Подчиняется административному округу Карлсруэ. Входит в состав района Фройденштадт. Население составляет 2234 человека (на 31 декабря 2010 года). Занимает площадь 73,14 км².